# Gint marialuisae
Espèce
Gint marialuisae est une espèce de scorpions de la famille des Buthidae.

## Distribution
Cette espèce est endémique de Somalie.

## Étymologie
Cette espèce est nommée en l'honneur de Maria Luisa Tavano.

## Publication originale
- Rossi, 2015 : « Revisione del genere Gint Kovarik, Lowe, Pliskova & Stahlavsky, 2013 in Somalia con la descrizione di due nuove specie (Scorpiones, Buthidae). » Arachnida - Rivista Aracnologica Italiana, vol. 1, no 2, p. 50-63.